# Carqueiranne
Carqueiranne (Occitaans: Carcairana of Carqueirana) is een Franse gemeente in het departement Var en de regio Provence-Alpes-Côte d'Azur. De plaats maakt deel uit van het arrondissement Toulon.

## Geografie
De oppervlakte van Carqueiranne bedraagt 14,5 km², de bevolkingsdichtheid is 581,8 inwoners per km².
De onderstaande kaart toont de ligging van Carqueiranne met de belangrijkste infrastructuur en aangrenzende gemeenten.

## Demografie
Onderstaande figuur toont het verloop van het inwonertal (bron: INSEE-tellingen).